# Zdeněk Konečný
Zdeněk Konečný, né le 13 août 1936, à Olomouc, en Tchécoslovaquie, est un ancien joueur tchécoslovaque de basket-ball. 